# Republica Srpska
Republica Srpska (în sârbă Република Српска; pronunție audioⓘ) este una dintre cele două entități care compun statul modern Bosnia și Herțegovina. Cealaltă entitate este Federația Bosniei și Herțegovinei.
Cele trei limbi oficiale din Bosnia și Herțegovina (bosniaca, croata și sârba) sunt din punct de vedere lingvistic aceeași limbă: graiul Ștokavian (штокавски дијалекат sau štokavsko narječje) al limbii sârbo-croate. Diferențierea între cele trei etnii conlocuitoare din Bosnia și Herțegovina se face pe bază istorică și religioasă, bosniacii fiind musulmani, croații catolici (alfabetul lor istoric fiind cel romanic), iar sârbii ortodocși (alfabetul lor istoric fiind cel chirilic).

## Istorie
La 9 ianuarie 1992, Adunarea sârbilor din Bosnia și Herțegovina a adoptat Proclamația Republicii poporului sârb din Bosnia și Herțegovina (Republica Srpska).
La 28 februarie 1992, Constituția Republicii Srpska a fost adoptată și a declarat că teritoriul statului include regiuni autonome sârbe, comune și alte entități etnice sârbe din Bosnia și Herțegovina.
În 2022, miniștrii de externe ai UE s-au întâlnit la Bruxelles pentru a discuta modalități de atenuarea tensiunilor din Bosnia (Republica Srpska) în încercarea de a preveni posibila destrămare a țării, aflată în cea mai importantă criză politică de la sfârșitul războiului din 1992-1995.

## Granițe
Republica Srpska este o entitate în interiorul Bosniei și Herțegovinei – cealaltă fiind Federația Bosniei și Herțegovinei. Lungimea granițelor Republicii Srpska este de 2.170 de kilometri, dintre care 1.080 se referă la granița cu Federația Bosniei și Herțegovinei.  Frontierele au fost stabilite fără a ține cont de factorii etnici, istorici și natural-geografici și au fost determinate pe baza situației politico-militare din momentul semnării Acordurilor de la Dayton (1995). 
Conform calculelor, dacă teritoriul Republicii Srpska ar fi un cerc consolidat, lungimea granițelor acestei entități ar fi de 561 km.

## Galerie de imagini

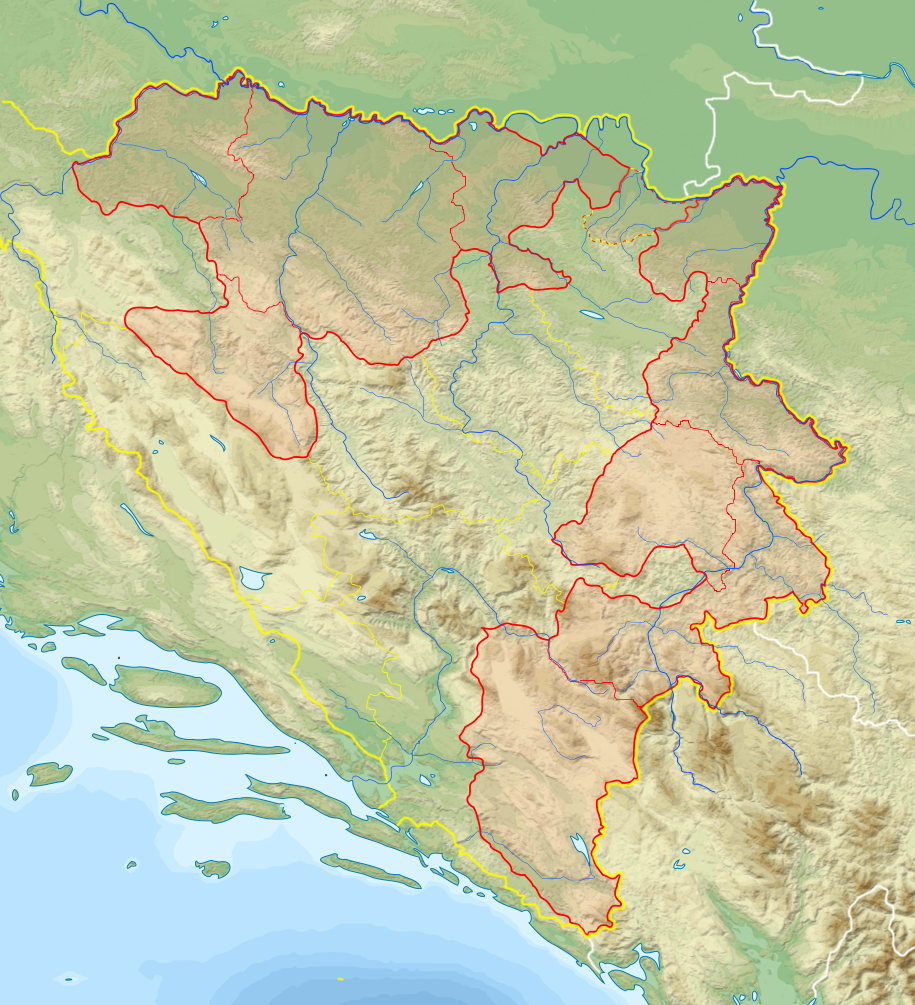
Hartă topografică: locația Republicii Sârpska (roșu și roz) în cadrul statului Bosnia și Herțegovina (galben)
Hartă politică: locația Republicii Sârpska (portocaliu) în cadrul statului Bosnia și Herțegovina
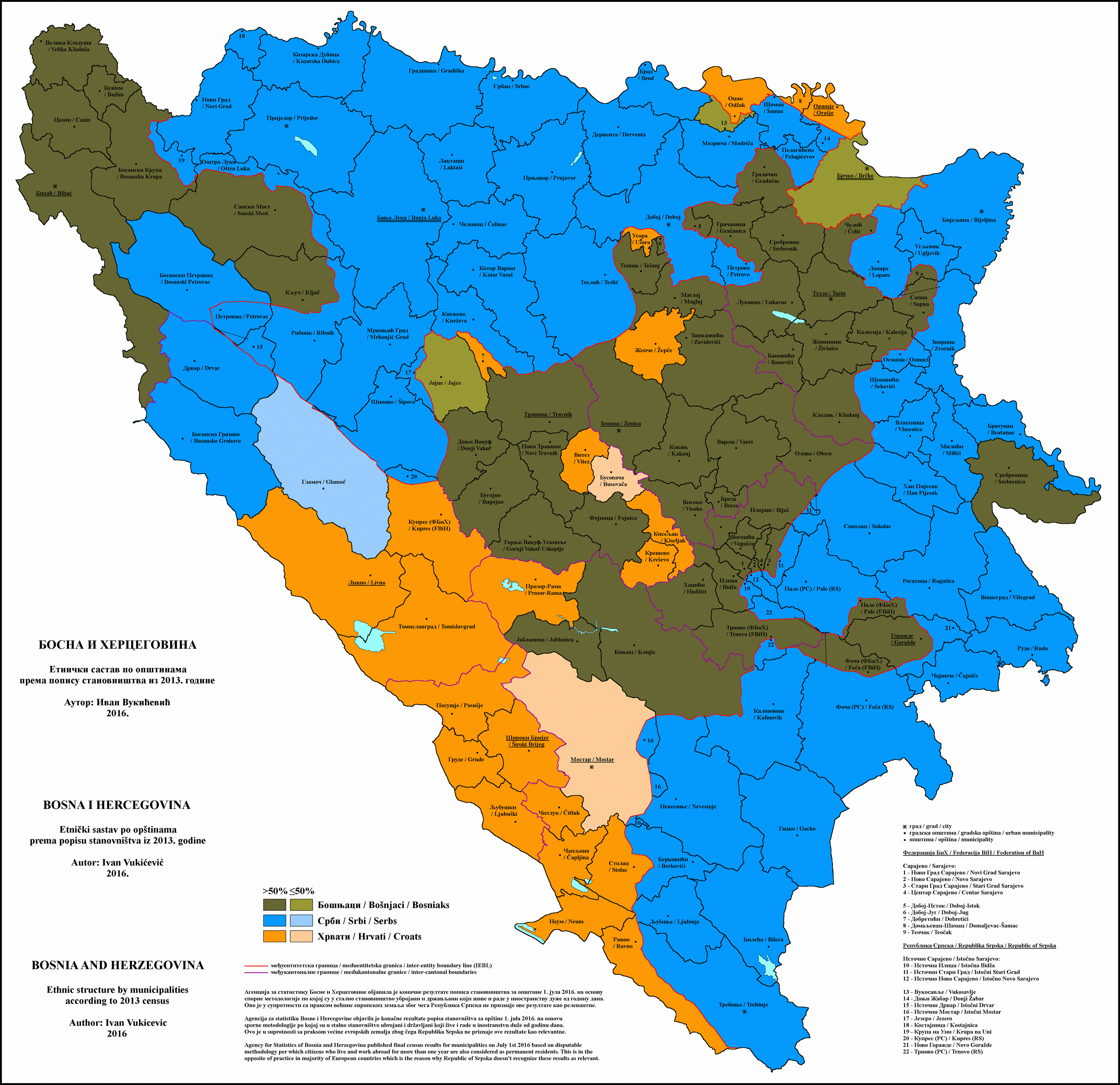
Cele trei populații majoritare în cadrul statului Bosnia și Herțegovina: în violet Sârbii, în verde Bosniacii, în portocaliu Croații
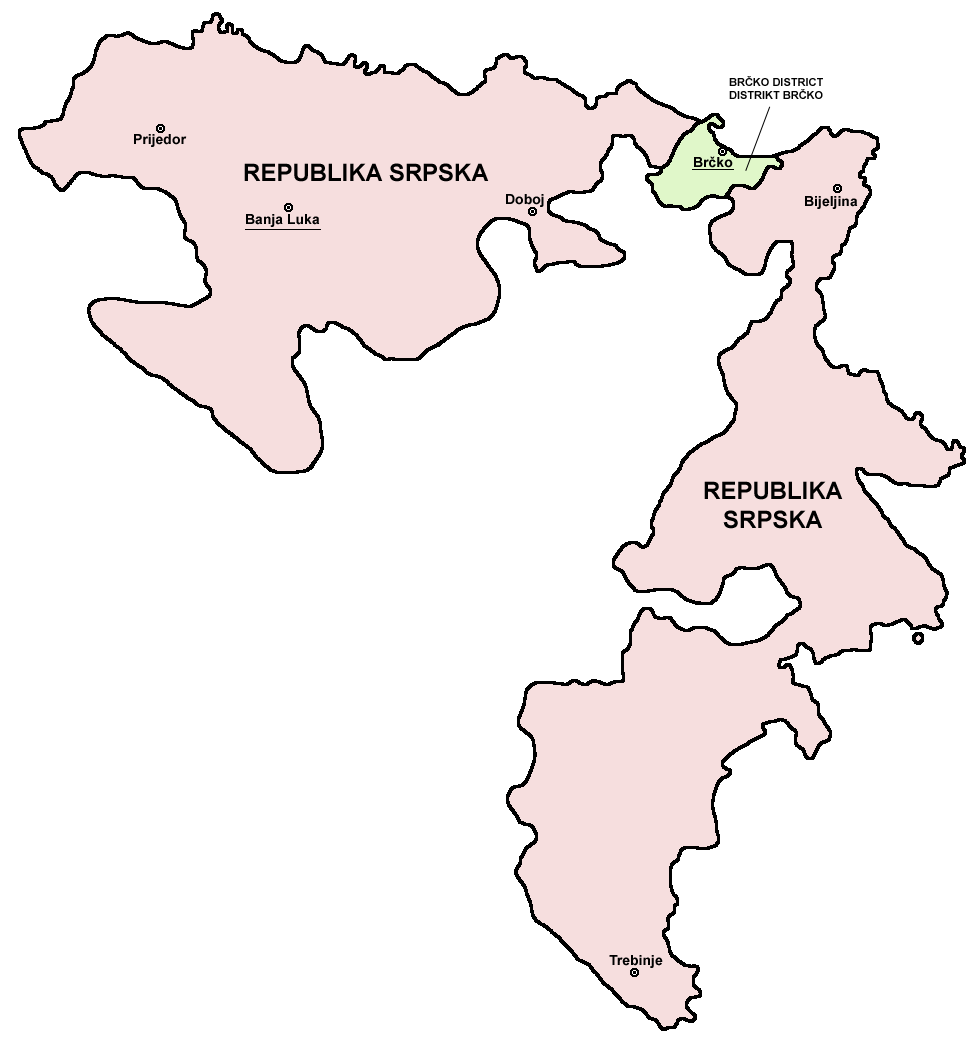
Cele două părți ale teritoriului Republicii Sârpska